# Formula Renault 2000 Eurocup 2004
Formula Renault 2000 Eurocup 2004 vanns av Scott Speed.

## Kalender
| Bana              | Segrare Race 1   | Segrare Race 2   |
| ----------------- | ---------------- | ---------------- |
| Monza             | Pastor Maldonado | Pastor Maldonado |
| Valencia          | Simon Pagenaud   | Reinhard Kofler  |
| Magny-Cours       | Yann Clairay     | Simon Pagenaud   |
| Hockenheimring    | Scott Speed      | Scott Speed      |
| Brno              | Scott Speed      | Scott Speed      |
| Donington Park    | Patrick Pilet    | Guillaume Moreau |
| Spa-Francorchamps | Scott Speed      | kördes ej        |
| Imola             | Pascal Kochem    | Scott Speed      |
| Oschersleben      | Scott Speed      | Scott Speed      |

## Slutställning
| Plats | Förare           | Poäng |
| ----- | ---------------- | ----- |
| 1     | Scott Speed      | 370   |
| 2     | Simon Pagenaud   | 246   |
| 3     | Colin Fleming    | 222   |
| 4     | Reinhard Kofler  | 202   |
| 5     | Pascal Kochem    | 198   |
| 6     | Paul Meijer      | 174   |
| 7     | Guillaume Moreau | 148   |
| 8     | Pastor Maldonado | 132   |